# Trofa, Segadães e Lamas do Vouga
Trofa, Segadães e Lamas do Vouga est une paroisse civile portugaise (en portugais : freguesia) de la municipalité d'Águeda dans le district d'Aveiro. Elle est créée en 2013, par fusion des paroisses de Trofa, Segadães et Lamas do Vouga.

## Géographie
La Vouga arrose l'ouest de la paroisse et sert notamment de frontière avec Alquerubim dans la municipalité d'Albergaria-a-Velha.

## Histoire
La paroisse est créée par la loi no 11-A/2013 du 28 janvier 2013 portant réorganisation administrative du territoire des freguesias, en fusionnant les paroisses de Trofa, Segadães et Lamas do Vouga. Son nom officiel est União das Freguesias de Trofa, Segadães e Lamas do Vouga et son siège est fixé à Trofa.

## Démographie
Lors du recensement de 2021, Trofa, Segadães e Lamas do Vouga compte 4 482 habitants.